# Gumersindo de Azcárate Gómez
Gumersindo de Azcárate Gómez (28 de febrero de 1878-1938) fue un militar español.

## Biografía
Era familiar del político Gumersindo de Azcárate y Menéndez, y también tenía relación con dos primos suyos: Justino y Pablo.
Durante la Segunda República formó parte del gabinete militar de Manuel Azaña durante el período en que este fue Ministro de la Guerra. En julio de 1936 ostentaba el rango de teniente coronel y estaba al mando del Batallón ciclista, con base en Alcalá de Henares. Tras el estallido de la Guerra Civil se mantuvo fiel a la República, y resultó herido en combates con los militares rebeldes durante los primeros momentos de la sublevación. Posteriormente, fue ascendido al rango de coronel y nombrado Inspector de operaciones del llamado Ejército vasco. Tras la conquista de Bilbao por las fuerzas franquistas, en junio de 1937, fue capturado y posteriormente ejecutado.
Algunas fuentes sitúan su ejecución en 1938, mientras que otras la sitúan en 1937.